# Onopordum nervosum
Onopordum nervosum é uma espécie de planta com flor pertencente à família Asteraceae. 
A autoridade científica da espécie é Boiss., tendo sido publicada em Voyage botanique dans le midi de l'Espagne 2: 357, pl. 108. 1845.

## Portugal
Trata-se de uma espécie presente no território português, nomeadamente em Portugal Continental.
Em termos de naturalidade é endémica da Península Ibérica.

## Protecção
Não se encontra protegida por legislação portuguesa ou da Comunidade Europeia.